# Kačkanar (Střední Ural)
Kačkanar (rusky Качканар, 878,7 m n. m.) je jeden z vyšších vrcholů Středního Uralu, který je součástí stejnojmenného masívu, rozkládajícího se mezi řekami Is a Vyja na území Sverdlovské oblasti v Ruské federaci nedaleko geografické hranice mezi Evropou a Asií. Masív Kačkanaru je významným nalezištěm železné rudy, platiny, vanadu, titanu a dalších kovů, jejichž těžba se stala v roce 1957 popudem k založení města Kačkanaru na jihovýchodním úpatí hory. 

## Původ názvu
Ohledně vysvětlení původu názvu hory nepanuje shoda. V mansijštině „nor“ či „njor“ znamená „kamenná hora“, ale pro první část názvu chybí vysvětlení.Turkické „kaška nar“ znamená „lysý velbloud“, což by mohlo korespondovat se skalním útvarem na vrcholu hory, který svou podobou silně připomíná velblouda. V tatarštině slovo „kačkynar“ znamená „uprchlící“. 

## Geografie
Masív Kačkanaru, který je součástí geomorfologického celku Střední Ural, představuje hřeben, protažený ve směru severozápad – jihovýchod. Délka hřebene hory Kačkanar je tři kilometry, celková plocha Kačkanarského masívu je zhruba 110 km². Na severní straně je horský masív ohraničen údolím řeky Is, na západě jej obtéká řeka Kosja, pravostranný přítok Isu. Podél jižního úpatí hory od západu k východu teče řeka Vyja, na níž je zde mezi městem a horou Kačkanar vybudována Věrchněvyjská přehradní nádrž. Řeky Is a Vyja jsou levostrannými přítoky západosibiřské řekyTury. 

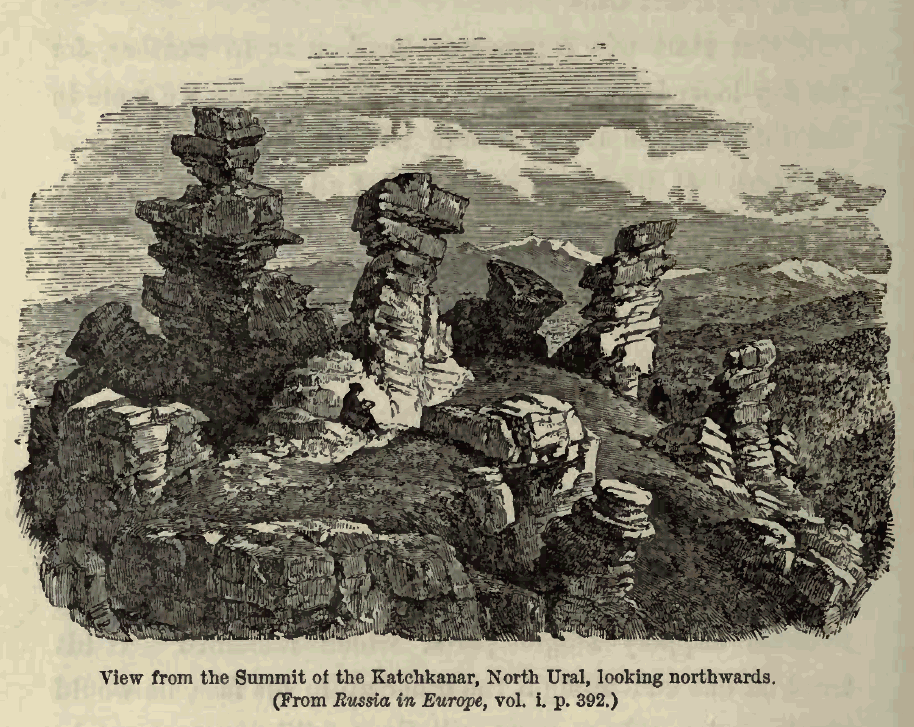
Pohled z vrcholu hory Kačkanar k severu (ilustrace z knihy Archibalda Geikieho: Life of Sir Roderick I. Murchison, vydané v Londýně r. 1875)

Hora má dva hlavní vrcholy: nejvyšší je Severní roh (Северный рог, 878,7 m n. m.), druhý z vrcholů Polední roh (Полуденный рог, 874 m n. m.) je od nejvyššího vrcholu Kačkanaru vzdálený zhruba 2 kilometry směrem na jih. Západní svah hory je strmější, ve vrcholových partiích hřebene je rozeseto množství rozmanitých skalních útvarů, místy tvořících skalní město. Necelých 500 metrů severovýchodně od Severního rohu se nachází nejvýraznější ze zdejších skalních útvarů, nazývaný „Velbloud“. Na hoře nejsou žádné prameny, existuje zde pouze malé jezírko v bývalém lomu poblíž severního vrcholu.
Převažujícími místními horninami jsou periodity, gabro, pyroxenity a další magmatické horniny. Pokud jde o zastoupení jednotlivých druhů hornin v kačkanarském intruzívním masívu, z  50 % se jedná o pyroxenity, 35 % představuje gabro a zbylých 15 % připadá na jiné druhy hornin. Hlavními rudními minerály jsou titanomagnetit, ilmenit a minerály chromu a platiny. Dále se zde vyskytuje klinopyroxeny, olivíny, plagioklasy a minerály ze skupiny amfibolů. 
Kačkanarský gabro-pyroxenitový masív se nachází ve střední části pásu ložisek platiny, protínajícího Ural. Východní předhůří Kačkanaru tvoří nižší vrchovina Гусевы горы (volně přeloženo Husí hory). Gusěvogorský rudní revír (Гусевогорское месторождение) je nejvýznamnější částí Kačkanarských železnorudných ložisek (Качканарская группа железорудных месторождений), největšího železnorudného revíru na území bývalého Sovětského svazu. Těžbu železných, titanových a vanadových rud zde provádí povrchovým způsobem Kačkanarský báňský a zpracovatelský kombinát (Качканарский горно-обогатительный комбинат, zkráceně КГОК, přesný název firmy je АО «ЕВРАЗ Качканарский горно-обогатительный комбинат»), který je součástí nadnárodní těžařské společnosti EVRAZ (Evraz Group).

## Historie

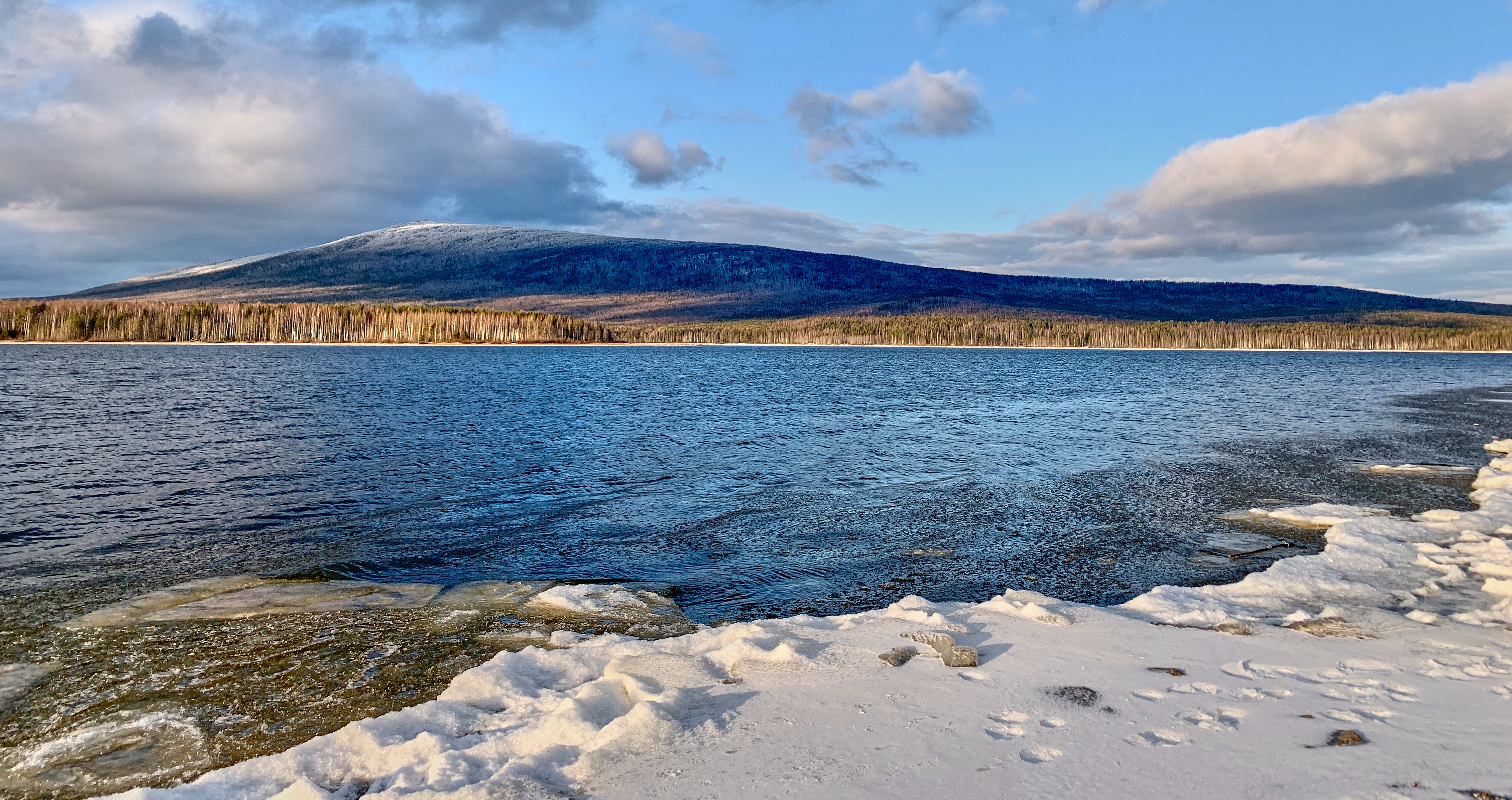
Pohled na horu Kačkanar od jihu

Horu Kačkanar poprvé popsal ve své knize „Putování po různých provinciích Ruska“ (ruské vydání „Путешествие по разным провинциям Российского Государства“ bylo publikováno v letech 1773–1778 Petrohradskou akademií věd) německý zoolog a botanik Peter Simon Pallas, který v Rusku organizoval přírodovědné expedice ve službách carevny Kateřiny II. Veliké. V ruském originále je hora pojmenována Кушанар, v cizojazyčných vydáních (latinské a německé) se objevuje název Keskanar. V pozdějších pramenech z 19. a počátku 20. století se objevuje jméno hory v podobě Качканаръ, Кесканаръ a Кочканар. Německý geolog Franz Benedikt Hermann, který byl rovněž v ruských službách, zmínil ve své zprávě z roku 1789, že na západní straně hory je těženo bohaté železnorudné ložisko, které obsahuje až 59 % železa. Německý mineralog Gustav Rose na základě vzorků, které mu byly zaslány v roce 1837, určil minerály v kačkanarské hornině jako hypersteny, náležející ke skupině pyroxenů. Bližší popis geologické a geomorfologické charakteristiky Kačkanaru byl publikován v díle „The geology of Russia in Europe and the Ural mountains, vydaném v roce 1845“ v Londýně. Geolog Ernst Reinhold Hofmann, který horu navštívil v roce 1857, potvrdil zprávy o zdejších bohatých nalezištích železné rudy a mj. se zmínil o tom, že hypersteny ze severního vrcholu Kačkanaru se shodují s minerály z okolí Děnežkinova kamene. Kačkanarský masív zkoumaly četné další přírodovědné expedice v průběhu 19. a 20. století. O těžbě ložisek v oblasti Kačkanaru se zmínil v roce 1899 ve zprávě o své uralské expedici i Dmitrij Ivanovič Mendělejev. V roce 1895 bylo na řece Bolšaja Gusěvaja na jméno podnikatelky R. J. Protopové registrováno zlatorudné ložisko „Kačkanar“.
Rada ministrů SSSR v roce 1950 schválila vznik Kačkanarského důlního kombinátu, v roce 1956 bylo na XX. sjezdu Komunistické strany Sovětského svazu schváleno zařazení výstavby důlního a zpracovatelského kombinátu do plánů 6. pětiletky. V letech 1946 až 1953 pracovníci podniku „Уралчерметразведка“ prováděli důkladný geologický průzkum ložisek v Kačkanarském masívu, v letech 1959–1966 byl ještě doplněn průzkum Gusěvogorského ložiska. Příprava těžby železito-titanových rud v oblasti Kačkanaru byla zahájena v roce 1957 a v 27. května téhož roku začaly na pozemcích mezi vsí Valerianovsk a horou Dolgaja přípravné práce na stavbě města Kačkanaru. B roce 2019 započaly přípravné práce na otevření dalšího ložiska, nazvaného Sobstvenno-Kačkanarskoje městorožděnije (Собственно-Качканарское месторождение) s plánovaným zahájením těžby v roce 2021.

## Sport, turismus a poutní místo

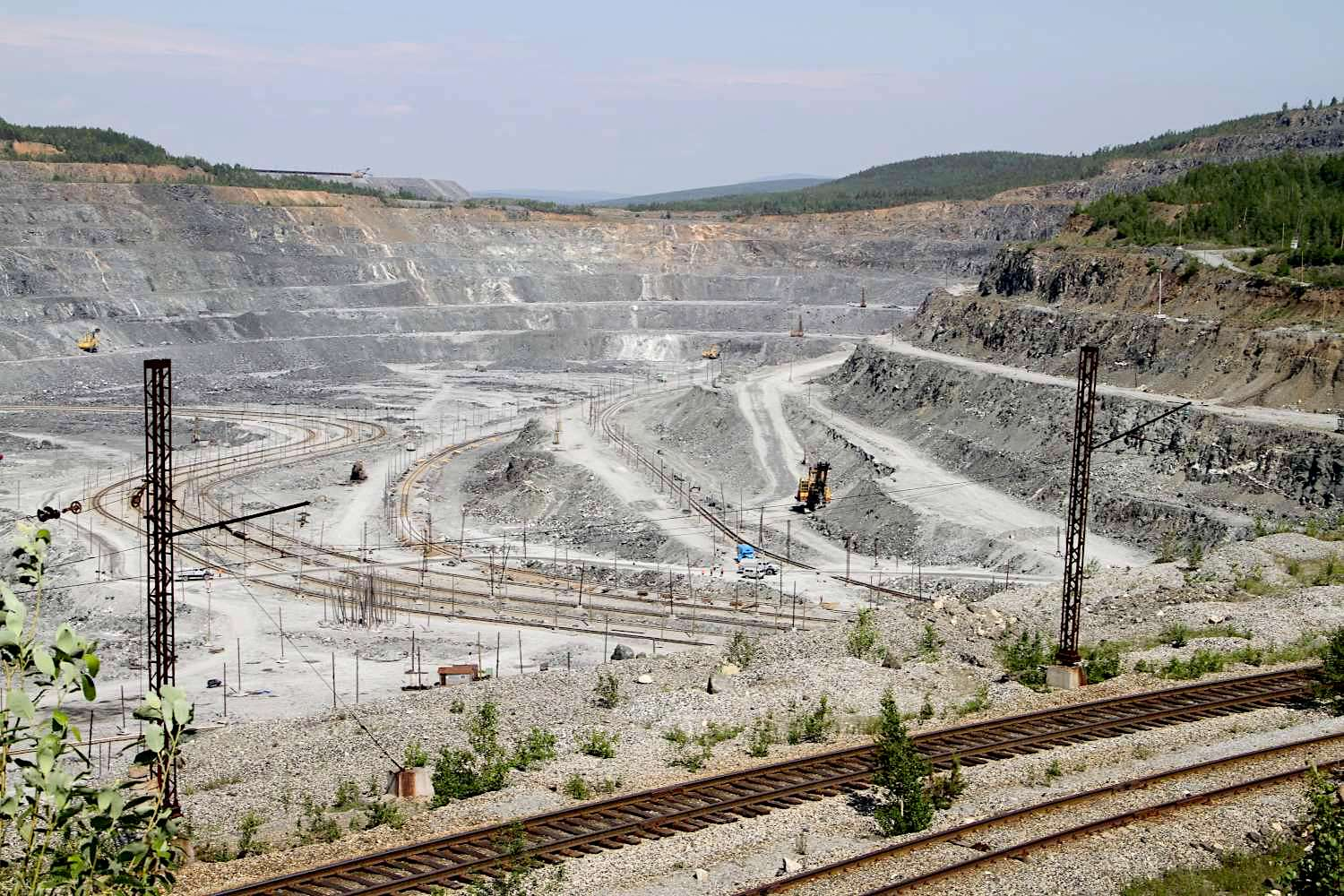
Jáma povrchového dolu společnosti EVRAZ

Na svahu hory Kačkanar je bývalé lyžařské středisko se sjezdovkou, dlouhou 2,3 km. Toto středisko původně patřilo místnímu báňskému kombinátu, který je předal pod správu města. Navzdory plánům kačkanarských úřadů provoz střediska nebyl obnoven. Vrcholové partie hory Kačkanar jsou oblíbeným výletním cílem ve všech ročních dobách. Mezi nejčastěji navštěvovaná místa patří oba nejvyšší vrcholy, skála  „Velbloud“ a také skála  „Raketa“ na západní straně hory, odkud je výhled na obec Kosja s okolím, poznamenaným těžbou platinových rud.

### Buddhistický klášter
V květnu roku 1995 jistý Michail Sannikov, který se prohlásil za lámu jménem Tingdzin Dokšit, zahájil na hoře Kačkanar stavbu buddhistického kláštera Šad Tčup Ling, později přejmenovaného na klášter Šedrub Ling (Шад Тчуп Линг, Шедруб Линг). Učinil tak na cizích pozemcích, bez vědomí úřadů  a bez jejich povolení, místní soudy proto několikrát vydaly rozhodnutí o odstranění stavby, které však nikdy nebylo realizováno, neb se nenašel nikdo, kdo by se výkonu rozhodnutí ujal. Není bez zajímavosti, že Sannikov jako absolvent jaroslavlské školy KGB dříve působil ve východoasijských zemích, kde se seznámil s buddhismem a rozhodl se jej propagovat v Rusku. Časem se k Sannikovově iniciativě přidala řada dobrovolníků, kteří v průběhu let na bezlesém temenu hory Kačkanar severně od skály „Velbloud“vybudovali areál, jehož součástí jsou dvě stúpy, šestimetrová socha Buddhy, čajovna, dále dílny, garáže, sklady, stáje pro dobytek, zeleninová zahrada a kotce pro psy, chované kvůli dopravě dřeva pomocí psích spřežení. Klášter zahrnuje mj. sál pro konání obřadů a meditací,dům jógy, učebny, lázeň a obytné místnosti, z nichž některé jsou vytesány přímo do skal. Jako svou oficiální adresu uvádí klášter jednoduše „гора Качканар“. V klášteře, který je vyhledáván poutníky i pouhými zvědavci, trvale přebývá komunita zájemců o buddhismus. Existenci kláštera zároveň provází dlouholetý konflikt zájmů mezi buddhistickou komunitou a záměry společnosti EVRAZ, která poblíž kláštera hodlá zahájit těžbu dalšího ložiska. Na podzim roku 2019 byla uzavřena dohoda mezi těžaři z EVRAZU a buddhisty, že komunita bude odškodněna částkou 26 miliónů rublů a vybuduje si nový klášter na pozemcích obce Kosja, přičemž na hoře Kačkanar zůstanou zachovány jen některé sakrální stavby.

## Galerie

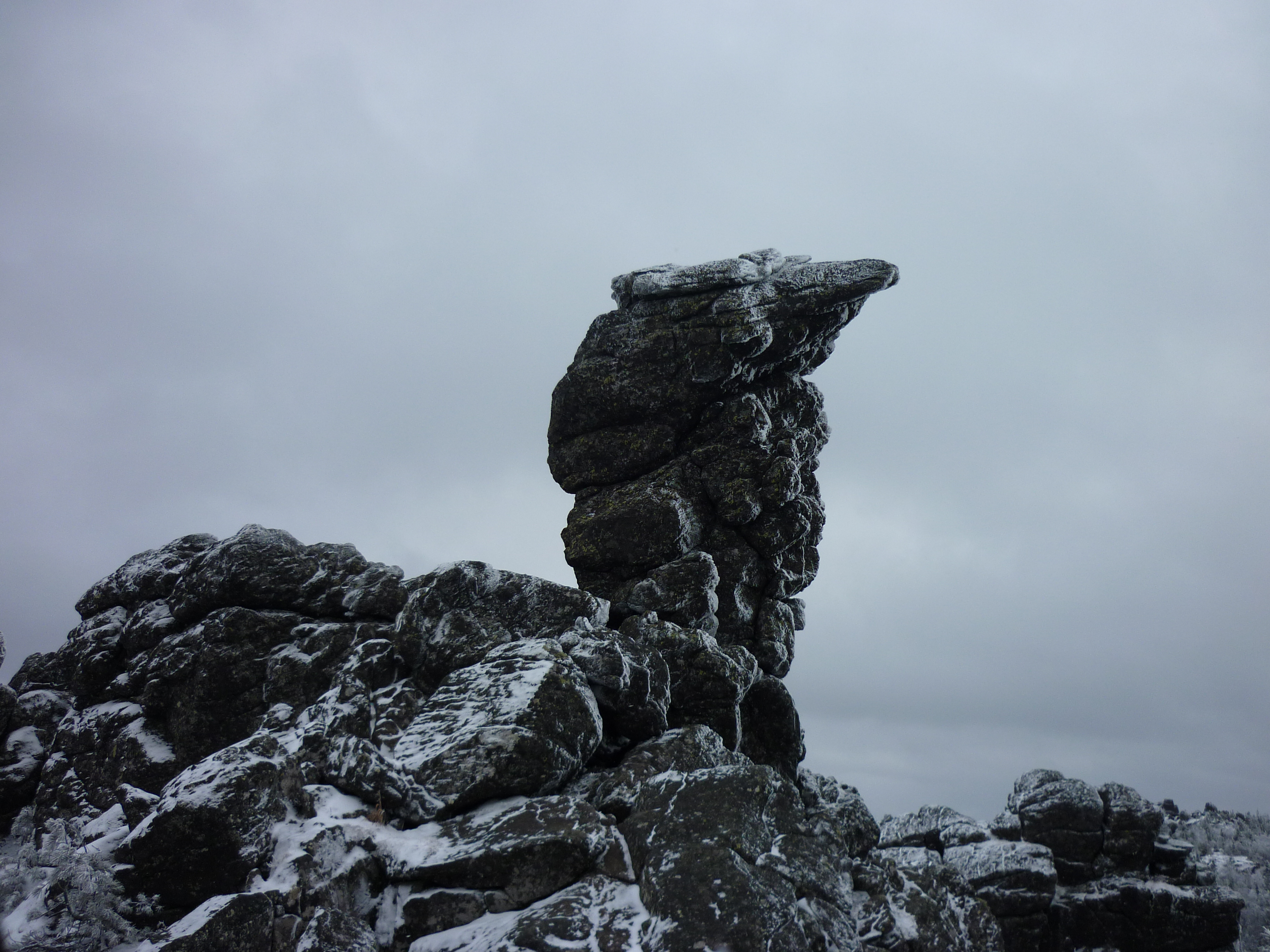
Skalní útvar „Velbloud“
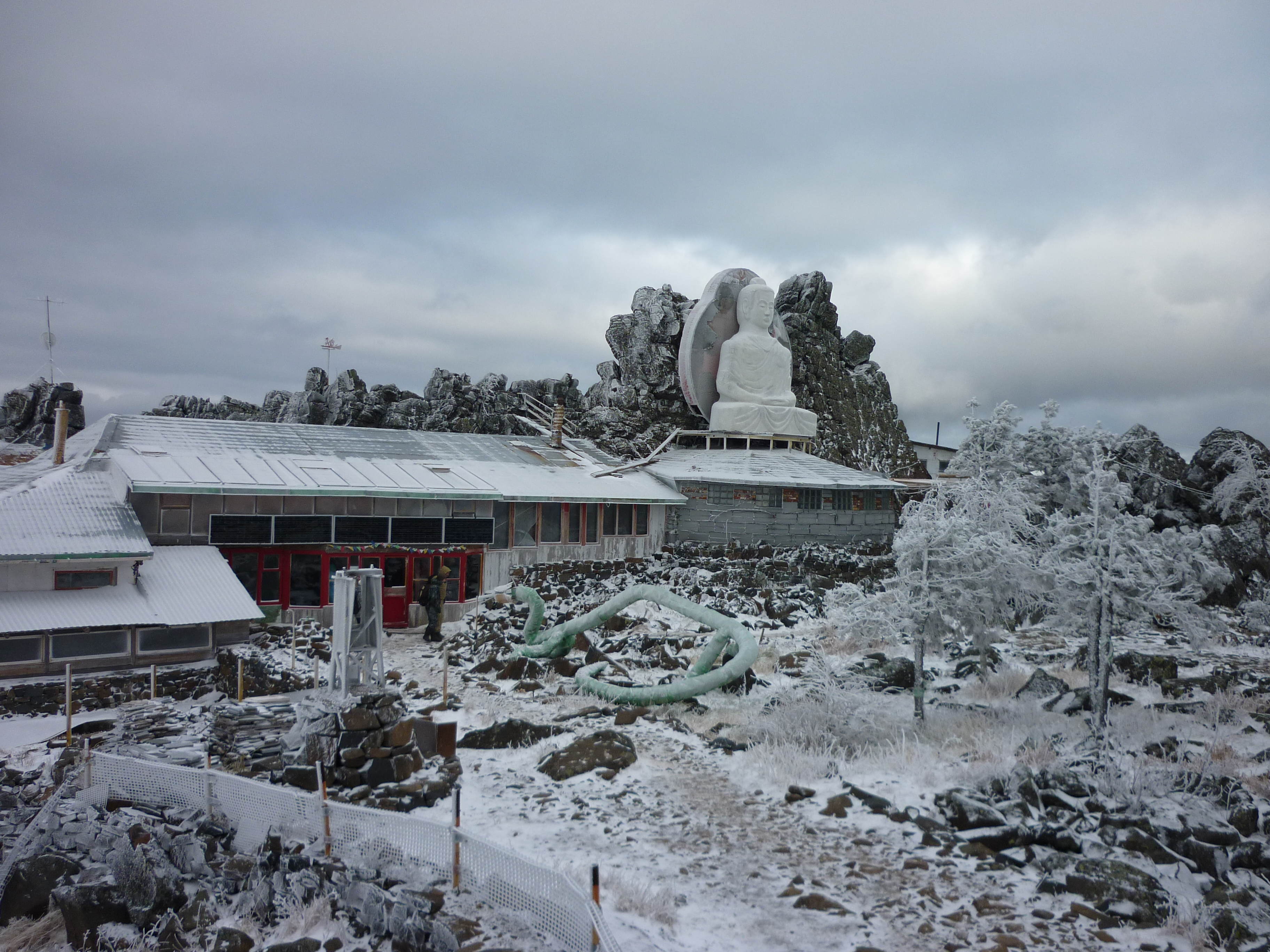
Areál kláštera se sochou Buddhy
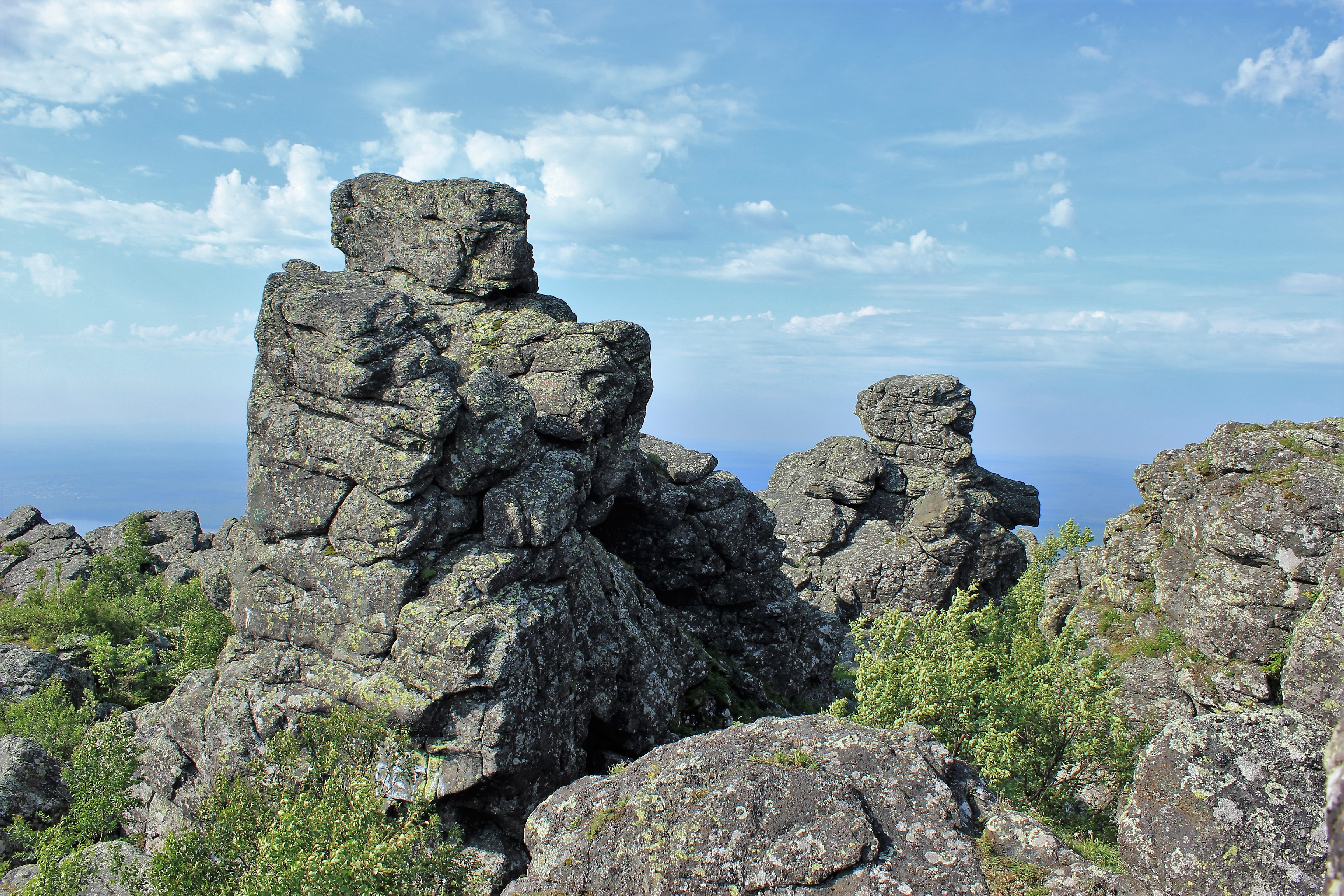
Rozmanitost skalních útvarů
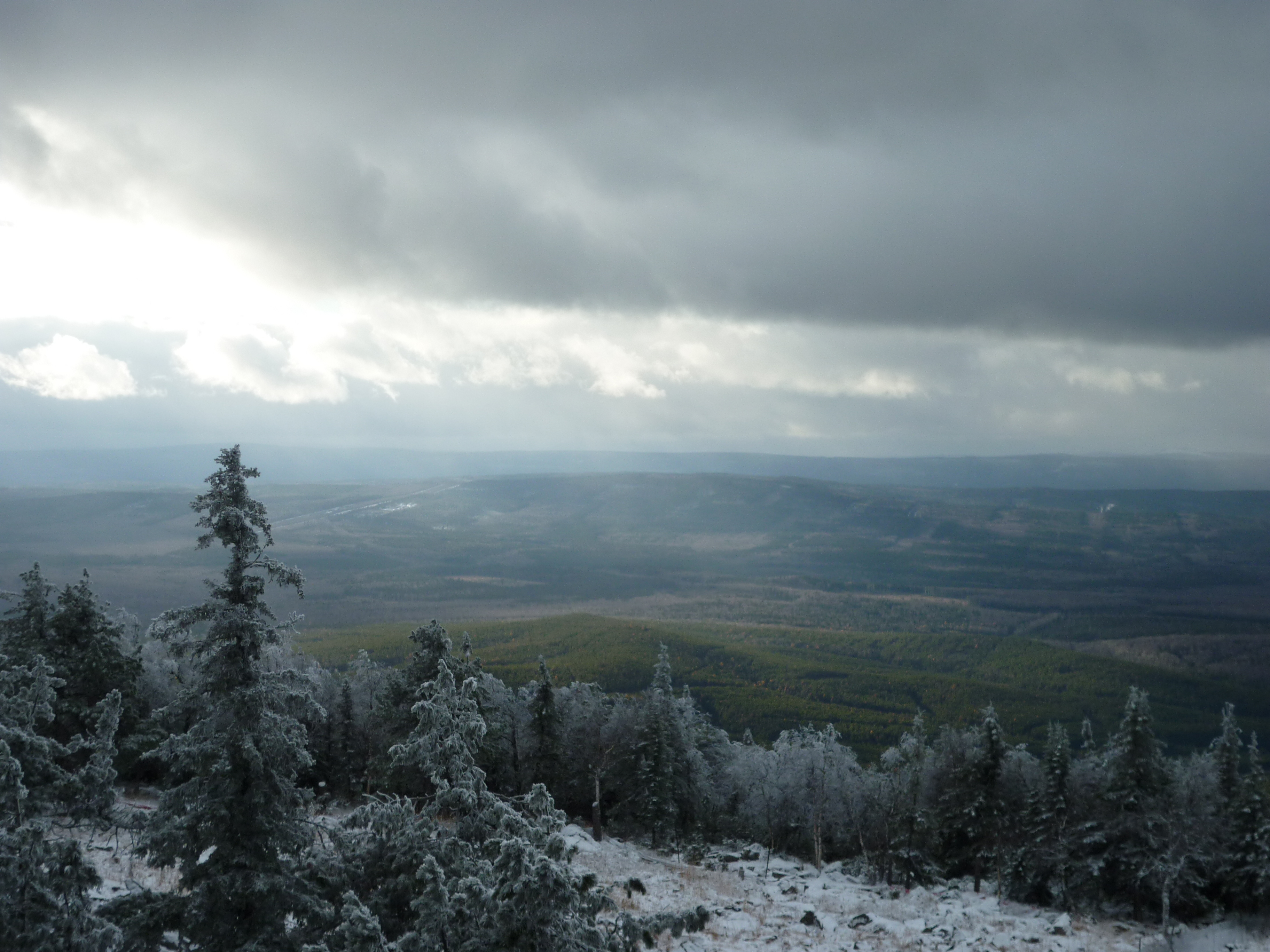
Pohled na podzimní krajinu
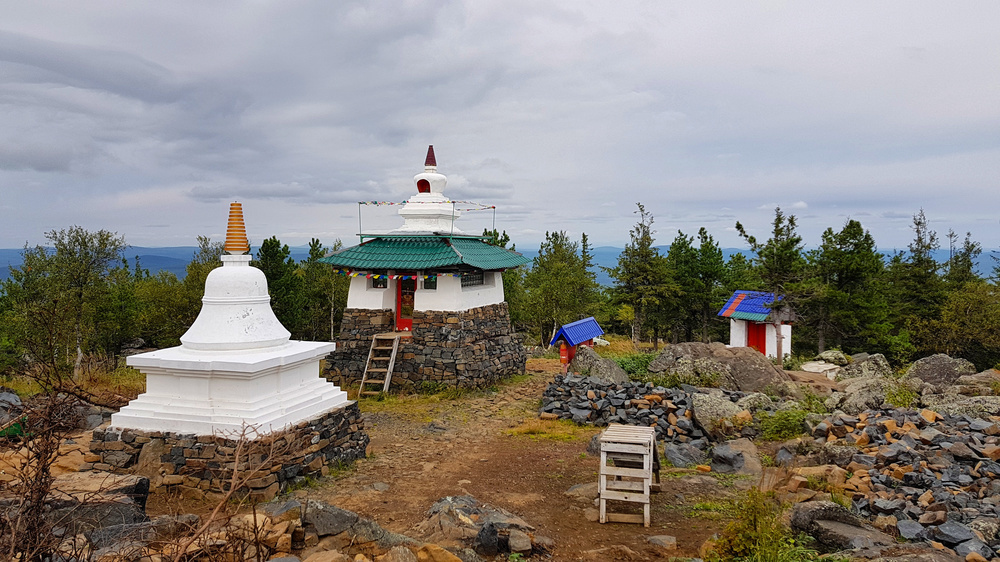
Buddhistické stúpy na vrcholu hory
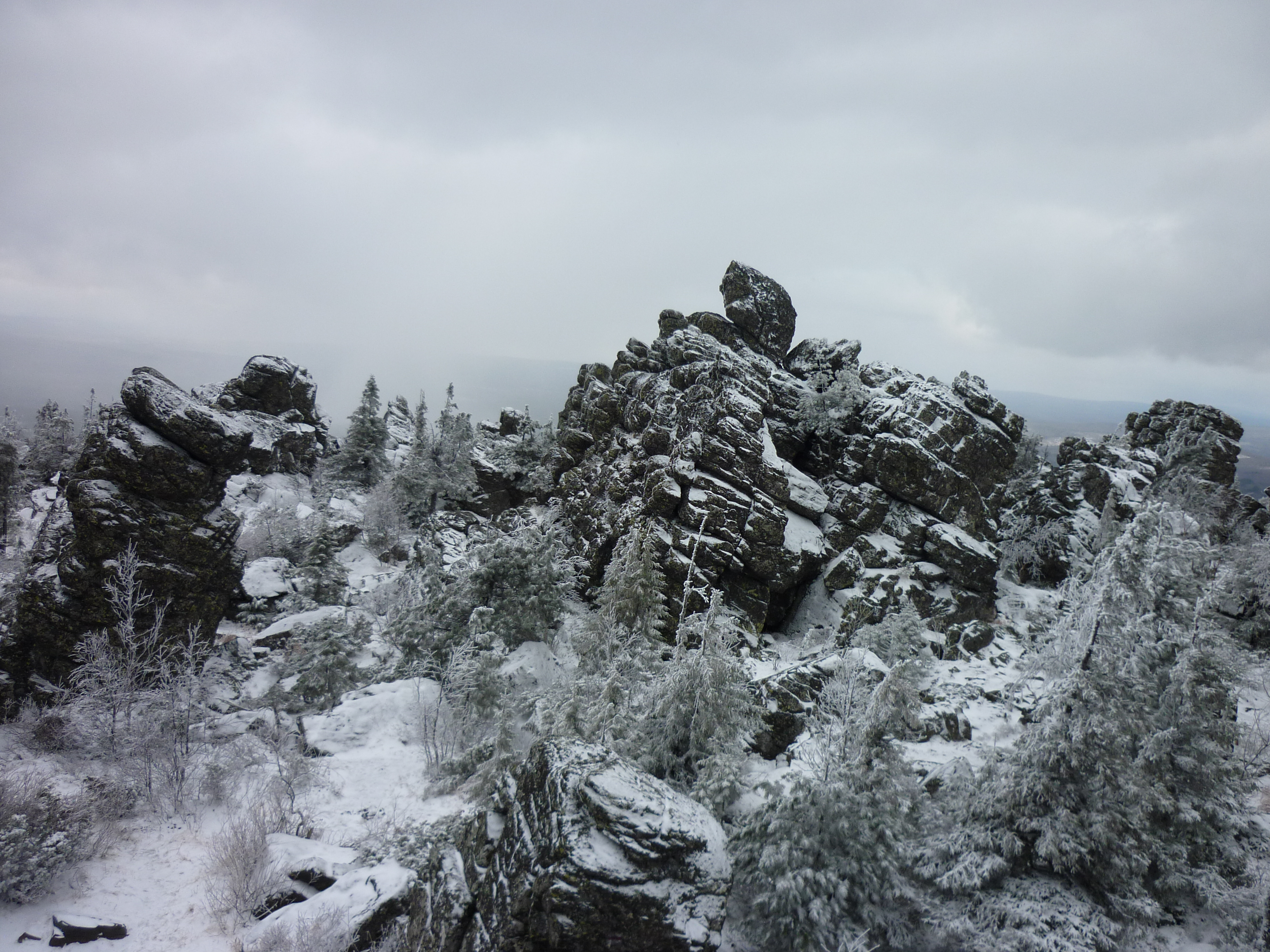
Na vrcholu Kačkanarského masívu